# Оскар (кинопремия, 2002)
74-я церемония вручения наград премии «Оскар» за заслуги в области кинематографа за 2001 год состоялась 24 марта 2002 года в театре «Кодак» (Голливуд, Лос-Анджелес, Калифорния). Номинанты были объявлены 12 февраля 2002 года.

## Фильмы, получившие несколько номинаций
| Фильм                               | номинации | победы |
| ----------------------------------- | --------- | ------ |
| • Властелин колец: Братство Кольца  | 13        | 4      |
| • Игры разума                       | 8         | 4      |
| • Мулен Руж!                        | 8         | 2      |
| • Госфорд-парк                      | 7         | 1      |
| • В спальне                         | 5         | -      |
| • Амели                             | 5         | -      |
| • Чёрный ястреб                     | 4         | 2      |
| • Корпорация монстров (м/ф)         | 4         | 1      |
| • Перл-Харбор                       | 4         | 1      |
| • Айрис                             | 3         | 1      |
| • Гарри Поттер и философский камень | 3         | -      |
| • Тренировочный день                | 2         | 1      |
| • Бал монстров                      | 2         | 1      |
| • Шрек (м/ф)                        | 2         | 1      |
| • Али                               | 2         | -      |
| • Помни                             | 2         | -      |
| • Искусственный разум               | 2         | -      |

## Список лауреатов и номинантов
★ Победители выделены отдельным цветом. 

### Основные категории
| Категории                                                                                               | Лауреаты и номинанты                                                                       | Лауреаты и номинанты                                                                          |
| --- | ------------------------------------------------------------------------------------------ | --------------------------------------------------------------------------------------------- |
| Лучший фильм (награды вручал Том Хэнкс)                                                                 | ★ Игры разума (продюсеры: Брайан Грейзер и Рон Ховард)                                     | ★ Игры разума (продюсеры: Брайан Грейзер и Рон Ховард)                                        |
| Лучший фильм (награды вручал Том Хэнкс)                                                                 | • Госфорд-парк (продюсеры: Роберт Олтмен, Боб Балабан и Дэвид Леви)                        |                                                                                               |
| Лучший фильм (награды вручал Том Хэнкс)                                                                 | • В спальне (продюсеры: Грэхэм Лидер, Росс Кац и Тодд Филд)                                |                                                                                               |
| Лучший фильм (награды вручал Том Хэнкс)                                                                 | • Властелин колец: Братство Кольца (продюсеры: Питер Джексон, Фрэн Уолш и Барри М. Осборн) |                                                                                               |
| Лучший фильм (награды вручал Том Хэнкс)                                                                 | • Мулен Руж! (продюсеры: Мартин Браун, Баз Лурманн и Фред Барон)                           |                                                                                               |
| Лучший режиссёр (награду вручал Мел Гибсон)                                                             | Рон Ховард                                                                                 | ★ Рон Ховард за фильм «Игры разума»                                                           |
| Лучший режиссёр (награду вручал Мел Гибсон)                                                             | Рон Ховард                                                                                 | • Ридли Скотт — «Чёрный ястреб»                                                               |
| Лучший режиссёр (награду вручал Мел Гибсон)                                                             | Рон Ховард                                                                                 | • Роберт Олтмен — «Госфорд-парк»                                                              |
| Лучший режиссёр (награду вручал Мел Гибсон)                                                             | Рон Ховард                                                                                 | • Питер Джексон — «Властелин колец: Братство Кольца»                                          |
| Лучший режиссёр (награду вручал Мел Гибсон)                                                             | Рон Ховард                                                                                 | • Дэвид Линч — «Малхолланд Драйв»                                                             |
| Лучший актёр (награду вручала Джулия Робертс)                                                           | Дензел Вашингтон                                                                           | ★ Дензел Вашингтон — «Тренировочный день» (за роль детектива Алонзо Харриса)                  |
| Лучший актёр (награду вручала Джулия Робертс)                                                           | Дензел Вашингтон                                                                           | • Рассел Кроу — «Игры разума» (за роль Джона Нэша)                                            |
| Лучший актёр (награду вручала Джулия Робертс)                                                           | Дензел Вашингтон                                                                           | • Шон Пенн — «Я — Сэм» (за роль Сэма Доусона)                                                 |
| Лучший актёр (награду вручала Джулия Робертс)                                                           | Дензел Вашингтон                                                                           | • Уилл Смит — «Али» (за роль Мохаммеда Али)                                                   |
| Лучший актёр (награду вручала Джулия Робертс)                                                           | Дензел Вашингтон                                                                           | • Том Уилкинсон — «В спальне» (за роль Мэтта Фаулера)                                         |
| Лучшая актриса (награду вручал Рассел Кроу)                                                             |                                                                                            | ★ Хэлли Берри — «Бал монстров» (за роль Летиции Масгроув)                                     |
| Лучшая актриса (награду вручал Рассел Кроу)                                                             | • Джуди Денч — «Айрис» (за роль Айрис Мёрдок в старости)                                   |                                                                                               |
| Лучшая актриса (награду вручал Рассел Кроу)                                                             | • Николь Кидман — «Мулен Руж!» (за роль Сатин)                                             |                                                                                               |
| Лучшая актриса (награду вручал Рассел Кроу)                                                             | • Сисси Спейсек — «В спальне» (за роль Рут Фаулер)                                         |                                                                                               |
| Лучшая актриса (награду вручал Рассел Кроу)                                                             | • Рене Зеллвегер — «Дневник Бриджит Джонс» (за роль Бриджит Джонс)                         |                                                                                               |
| Лучший актёр второго плана (награду вручала Марша Гей Харден)                                           | Джим Бродбент                                                                              | ★ Джим Бродбент — «Айрис» (за роль Джона Бейли)                                               |
| Лучший актёр второго плана (награду вручала Марша Гей Харден)                                           | Джим Бродбент                                                                              | • Итан Хоук — «Тренировочный день» (за роль Джейка Хойта)                                     |
| Лучший актёр второго плана (награду вручала Марша Гей Харден)                                           | Джим Бродбент                                                                              | • Бен Кингсли — «Сексуальная тварь» (за роль Дона Логана)                                     |
| Лучший актёр второго плана (награду вручала Марша Гей Харден)                                           | Джим Бродбент                                                                              | • Иэн Маккеллен — «Властелин колец: Братство Кольца» (за роль Гэндальфа)                      |
| Лучший актёр второго плана (награду вручала Марша Гей Харден)                                           | Джим Бродбент                                                                              | • Джон Войт — «Али» (за роль Говарда Коселла)                                                 |
| Лучшая актриса второго плана (награду вручал Бенисио дель Торо)                                         |                                                                                            | ★ Дженнифер Коннелли — «Игры разума» (за роль Алисии Нэш)                                     |
| Лучшая актриса второго плана (награду вручал Бенисио дель Торо)                                         | • Хелен Миррен — «Госфорд-парк» (за роль миссис Уилсон)                                    |                                                                                               |
| Лучшая актриса второго плана (награду вручал Бенисио дель Торо)                                         | • Мэгги Смит — «Госфорд-парк» (за роль Констанс Трэнтем)                                   |                                                                                               |
| Лучшая актриса второго плана (награду вручал Бенисио дель Торо)                                         | • Мариса Томей — «В спальне» (за роль Натали Страут)                                       |                                                                                               |
| Лучшая актриса второго плана (награду вручал Бенисио дель Торо)                                         | • Кейт Уинслет — «Айрис» (за роль Айрис Мёрдок в молодости)                                |                                                                                               |
| Лучший сценарий, созданный непосредственно для экранизации (награду вручали Гвинет Пэлтроу и Итан Хоук) |                                                                                            | ★ Джулиан Феллоуз — «Госфорд-парк»                                                            |
| Лучший сценарий, созданный непосредственно для экранизации (награду вручали Гвинет Пэлтроу и Итан Хоук) | • Гийом Лоран и Жан-Пьер Жёне — «Амели»                                                    |                                                                                               |
| Лучший сценарий, созданный непосредственно для экранизации (награду вручали Гвинет Пэлтроу и Итан Хоук) | • Кристофер Нолан и Джонатан Нолан — «Помни»                                               |                                                                                               |
| Лучший сценарий, созданный непосредственно для экранизации (награду вручали Гвинет Пэлтроу и Итан Хоук) | • Майло Аддика и Уилл Рокос — «Бал монстров»                                               |                                                                                               |
| Лучший сценарий, созданный непосредственно для экранизации (награду вручали Гвинет Пэлтроу и Итан Хоук) | • Уэс Андерсон и Оуэн Уилсон — «Семейка Тененбаум»                                         |                                                                                               |
| Лучший адаптированный сценарий (награду вручали Гвинет Пэлтроу и Итан Хоук)                             | Акива Голдсман                                                                             | ★ Акива Голдсман — «Игры разума» (по биографическому роману Сильвии Назар «A Beautiful Mind») |
| Лучший адаптированный сценарий (награду вручали Гвинет Пэлтроу и Итан Хоук)                             | Акива Голдсман                                                                             | • Дэниэл Клоуз и Терри Цвигофф — «Мир призраков»                                              |
| Лучший адаптированный сценарий (награду вручали Гвинет Пэлтроу и Итан Хоук)                             | Акива Голдсман                                                                             | • Роберт Фестингер и Тодд Филд — «В спальне»                                                  |
| Лучший адаптированный сценарий (награду вручали Гвинет Пэлтроу и Итан Хоук)                             | Акива Голдсман                                                                             | • Фрэн Уолш, Филиппа Бойенс, Питер Джексон — «Властелин колец: Братство Кольца»               |
| Лучший адаптированный сценарий (награду вручали Гвинет Пэлтроу и Итан Хоук)                             | Акива Голдсман                                                                             | • Тед Эллиот, Терри Россио, Джо Стиллман и Роджер С. Х. Шульман — «Шрек»                      |
| Лучший анимационный полнометражный фильм                                                                | ★ Шрек / Shrek (Арон Уорнер)                                                               | ★ Шрек / Shrek (Арон Уорнер)                                                                  |
| Лучший анимационный полнометражный фильм                                                                | • Джимми Нейтрон, вундеркинд / Jimmy Neutron: Boy Genius (Стив Одекерк и Джон А. Дэвис)    |                                                                                               |
| Лучший анимационный полнометражный фильм                                                                | • Корпорация монстров / Monsters, Inc. (Пит Доктер и Джон Лассетер)                        |                                                                                               |
| Лучший фильм на иностранном языке                                                                       | ★ Ничья земля / Ničija zemlja (Босния и Герцеговина) режиссёр Данис Танович                | ★ Ничья земля / Ničija zemlja (Босния и Герцеговина) режиссёр Данис Танович                   |
| Лучший фильм на иностранном языке                                                                       | • Амели / Le Fabuleux Destin d'Amélie Poulain (Франция) реж. Жан-Пьер Жёне                 |                                                                                               |
| Лучший фильм на иностранном языке                                                                       | • Эллинг / Elling (Норвегия) реж. Петтер Несс                                              |                                                                                               |
| Лучший фильм на иностранном языке                                                                       | • Лагаан: Однажды в Индии / लगान (Индия) реж. Ашутош Говарикер                              |                                                                                               |
| Лучший фильм на иностранном языке                                                                       | • Сын невесты / El hijo de la novia (Аргентина) реж. Хуан Хосе Кампанелья                  |                                                                                               |

### Другие категории
| Категории                                    | Лауреаты и номинанты                                                                                  | Лауреаты и номинанты                                                                                |                                                               |
| -------------------------------------------- | --- | --------------------------------------------------------------------------------------------------- | ------------------------------------------------------------- |
| Лучшая музыка: Оригинальный саундтрек        | | ★ Говард Шор — «Властелин колец: Братство Кольца» (саундтрек)                                       | ★ Говард Шор — «Властелин колец: Братство Кольца» (саундтрек) |
| Лучшая музыка: Оригинальный саундтрек        | • Джон Уильямс — «Искусственный разум»                                                                | |                                                               |
| Лучшая музыка: Оригинальный саундтрек        | • Джеймс Хорнер — «Игры разума»                                                                       | |                                                               |
| Лучшая музыка: Оригинальный саундтрек        | • Джон Уильямс — «Гарри Поттер и философский камень» (саундтрек)                                      | |                                                               |
| Лучшая музыка: Оригинальный саундтрек        | • Рэнди Ньюман — «Корпорация монстров»                                                                | |                                                               |
| Лучшая песня к фильму                        | ★ If I Didn’t Have You — «Корпорация монстров» — музыка и слова: Рэнди Ньюман                         | ★ If I Didn’t Have You — «Корпорация монстров» — музыка и слова: Рэнди Ньюман                       |                                                               |
| Лучшая песня к фильму                        | • May It Be — «Властелин колец: Братство Кольца» — музыка и слова: Эния, Ники Райан и Рома Райан      | |                                                               |
| Лучшая песня к фильму                        | • There You’ll Be — «Перл-Харбор» — музыка и слова: Дайан Уоррен                                      | |                                                               |
| Лучшая песня к фильму                        | • Until — «Кейт и Лео» — музыка и слова: Стинг                                                        | |                                                               |
| Лучшая песня к фильму                        | • Vanilla Sky — «Ванильное небо» — музыка и слова: Пол Маккартни                                      | |                                                               |
| Лучший монтаж                                | ★ Пьетро Скалия — «Чёрный ястреб»                                                                     | ★ Пьетро Скалия — «Чёрный ястреб»                                                                   |                                                               |
| Лучший монтаж                                | • Майк Хилл и Дэниэл П. Хэнли — «Игры разума»                                                         | |                                                               |
| Лучший монтаж                                | • Джон Гилберт — «Властелин колец: Братство Кольца»                                                   | |                                                               |
| Лучший монтаж                                | • Доди Дорн — «Помни»                                                                                 | |                                                               |
| Лучший монтаж                                | • Джилл Билкок — «Мулен Руж!»                                                                         | |                                                               |
| Лучшая операторская работа                   | ★ Эндрю Лесни — «Властелин колец: Братство Кольца»                                                    | ★ Эндрю Лесни — «Властелин колец: Братство Кольца»                                                  |                                                               |
| Лучшая операторская работа                   | • Брюно Дельбоннель — «Амели»                                                                         | |                                                               |
| Лучшая операторская работа                   | • Славомир Идзяк — «Чёрный ястреб»                                                                    | |                                                               |
| Лучшая операторская работа                   | • Роджер Дикинс — «Человек, которого не было»                                                         | |                                                               |
| Лучшая операторская работа                   | • Дональд Макальпин — «Мулен Руж!»                                                                    | |                                                               |
| Лучшая работа художника                      | | ★ Кэтрин Мартин (постановщик), Бриджитт Брош (декоратор) — «Мулен Руж!»                             |                                                               |
| Лучшая работа художника                      | • Алин Бонетто (постановщик), Мари-Лор Валла (декоратор) — «Амели»                                    | |                                                               |
| Лучшая работа художника                      | • Стефен Олтмэн (постановщик), Анна Пиннок (декоратор) — «Госфорд-парк»                               | |                                                               |
| Лучшая работа художника                      | • Стюарт Крэйг (постановщик), Стефани Макмиллан (декоратор) — «Гарри Поттер и философский камень»     | |                                                               |
| Лучшая работа художника                      | • Грант Мейджор (постановщик), Дэн Хенна (декоратор) — «Властелин колец: Братство Кольца»             | |                                                               |
| Лучший дизайн костюмов                       | ★ Кэтрин Мартин, Энгус Стрэтай — «Мулен Руж!»                                                         | |                                                               |
| Лучший дизайн костюмов                       | • Милена Канонеро — «История с ожерельем»                                                             | |                                                               |
| Лучший дизайн костюмов                       | • Дженни Беван — «Госфорд-парк»                                                                       | |                                                               |
| Лучший дизайн костюмов                       | • Джудианна Маковски — «Гарри Поттер и философский камень»                                            | |                                                               |
| Лучший дизайн костюмов                       | • Найла Диксон, Ричард Тейлор — «Властелин колец: Братство Кольца»                                    | |                                                               |
| Лучший звук                                  | ★ Майкл Минклер, Myron Nettinga, Крис Манро — «Чёрный ястреб»                                         | ★ Майкл Минклер, Myron Nettinga, Крис Манро — «Чёрный ястреб»                                       |                                                               |
| Лучший звук                                  | • Венсан Арнарди, Гийом Лерише, Жан Умански — «Амели»                                                 | |                                                               |
| Лучший звук                                  | • Кристофер Бойс, Майкл Семаник, Гетин Криг, Хэммонд Пик — «Властелин колец: Братство Кольца»         | |                                                               |
| Лучший звук                                  | • Энди Нельсон, Анна Бельмер, Роджер Сэведж, Гунтис Сикс — «Мулен Руж!»                               | |                                                               |
| Лучший звук                                  | • Кевин О’Коннелл, Грег П. Расселл, Питер Дж. Девлин — «Перл-Харбор»                                  | |                                                               |
| Лучший звуковой монтаж                       | ★ Джордж Уоттерс II, Кристофер Бойс — «Перл-Харбор»                                                   | ★ Джордж Уоттерс II, Кристофер Бойс — «Перл-Харбор»                                                 |                                                               |
| Лучший звуковой монтаж                       | • Гэри Райдстром, Майкл Сильверс — «Корпорация монстров»                                              | |                                                               |
| Лучшие визуальные эффекты                    | ★ Джим Ригель, Рэндалл Уильям Кук, Ричард Тейлор, Марк Стетсон — «Властелин колец: Братство Кольца»   | ★ Джим Ригель, Рэндалл Уильям Кук, Ричард Тейлор, Марк Стетсон — «Властелин колец: Братство Кольца» |                                                               |
| Лучшие визуальные эффекты                    | • Деннис Мьюрен, Скотт Фаррар, Стэн Уинстон, Майкл Лантьери — «Искусственный разум»                   | |                                                               |
| Лучшие визуальные эффекты                    | • Эрик Бревиг, Джон Фрэйзьер, Эд Хирш, Бен Сноу — «Перл-Харбор»                                       | |                                                               |
| Лучший грим                                  | ★ Питер Оуэн, Ричард Тейлор — «Властелин колец: Братство Кольца»                                      | ★ Питер Оуэн, Ричард Тейлор — «Властелин колец: Братство Кольца»                                    |                                                               |
| Лучший грим                                  | • Грег Кэнном, Коллин Каллаган — «Игры разума»                                                        | |                                                               |
| Лучший грим                                  | • Маурицио Сильви, Альдо Синьоретти — «Мулен Руж!»                                                    | |                                                               |
| Лучший документальный полнометражный фильм   | ★ Убийство воскресным утром / Un coupable idéal (Жан-Ксавье де Листрад и Дени Понсе)                  | ★ Убийство воскресным утром / Un coupable idéal (Жан-Ксавье де Листрад и Дени Понсе)                |                                                               |
| Лучший документальный полнометражный фильм   | • Дети подземелья / Children Underground (Эдет Белзберг)                                              | |                                                               |
| Лучший документальный полнометражный фильм   | • Семейство ЛаЛи: Наследие хлопка / LaLee's Kin: The Legacy of Cotton (Сьюзен Фрёмке и Дебора Диксон) | |                                                               |
| Лучший документальный полнометражный фильм   | • Обещания / Promises (Джастин Шапиро и Б. З. Голдберг)                                               | |                                                               |
| Лучший документальный полнометражный фильм   | • Военный фотограф / War Photographer (Кристиан Фрай)                                                 | |                                                               |
| Лучший документальный короткометражный фильм | ★ Тот / Thoth (Сара Кернокан и Линн Эппелл)                                                           | ★ Тот / Thoth (Сара Кернокан и Линн Эппелл)                                                         |                                                               |
| Лучший документальный короткометражный фильм | • Артисты и сироты: Настоящая драма / Artists and Orphans: A True Drama (Лиэнн Клаппер-Макнэлли)      | |                                                               |
| Лучший документальный короткометражный фильм | • Пой! / Sing! (Фрида Ли Мок и Джессика Сандерс)                                                      | |                                                               |
| Лучший игровой короткометражный фильм        | ★ Бухгалтер / The Accountant (Рэй МакКиннон и Лиза Блаунт)                                            | ★ Бухгалтер / The Accountant (Рэй МакКиннон и Лиза Блаунт)                                          |                                                               |
| Лучший игровой короткометражный фильм        | • Копировальная контора / Copy Shop (Вирджил Видрич)                                                  | |                                                               |
| Лучший игровой короткометражный фильм        | • Величайшее изобретение Грегора / Gregors größte Erfindung (Йоханнес Кифер)                          | |                                                               |
| Лучший игровой короткометражный фильм        | • Мужское дело / Męska sprawa (Славомир Фабицкий и Богумил Годфрейов)                                 | |                                                               |
| Лучший игровой короткометражный фильм        | • Темп для трагических актёров / Speed for Thespians (Кальман Эппл и Шамила Бакхш)                    | |                                                               |
| Лучший анимационный короткометражный фильм   | ★ О птичках / For the Birds (Ральф Эгглстон)                                                          | ★ О птичках / For the Birds (Ральф Эгглстон)                                                        |                                                               |
| Лучший анимационный короткометражный фильм   | • Наполовину серый / Fifty Percent Grey (Руайри Робинсон и Шеймус Бирн)                               | |                                                               |
| Лучший анимационный короткометражный фильм   | • Не верь своим глазам / Give Up Yer Aul Sins (Катал Гаффни и Дарра О’Коннелл)                        | |                                                               |
| Лучший анимационный короткометражный фильм   | • Странные пришельцы / Strange Invaders (Корделл Баркер)                                              | |                                                               |
| Лучший анимационный короткометражный фильм   | • Проблема с бородой / Stubble Trouble (Джозеф Э. Меридет)                                            | |                                                               |

### Специальные награды
| Награда                                                         | Лауреаты | Лауреаты                                                                            |
| --------------------------------------------------------------- | --- | ----------------------------------------------------------------------------------- |
| Премия за выдающиеся заслуги в кинематографе (Почётный «Оскар») | | ★ Сидни Пуатье — в знак признания его выдающихся достижений как артиста и человека. |
| Премия за выдающиеся заслуги в кинематографе (Почётный «Оскар») | ★ Роберт Редфорд — актёру, режиссёру, продюсеру и основателю «Сандэнса», вдохновителю независимых кинематографистов-новаторов во всём мире. |                                                                                     |
| Награда имени Джина Хершолта                                    | | ★ Артур Хиллер                                                                      |